# Liste der Monuments historiques in Briollay
Die Liste der Monuments historiques in Briollay führt die Monuments historiques in der französischen Gemeinde Briollay auf.

## Liste der Bauwerke
| Bezeichnung                                          | Beschreibung              | Standort | Kennzeichnung | Schutzstatus | Datum | Bild           |
| ---------------------------------------------------- | ------------------------- | -------- | ------------- | ------------ | ----- | -------------- |
| Le Palais genannter ehemaliger herrschaftlicher Saal | Erbaut im 12. Jahrhundert | (Lage)   | PA00108989    | Inscrit      | 1995  | weitere Bilder |

## Liste der Objekte
- Monuments historiques (Objekte) in Briollay in der Base Palissy des französischen Kultusministeriums